# USS Healy (DD-672)
USS Healy (DD-672) là một tàu khu trục lớp Fletcher được Hải quân Hoa Kỳ chế tạo trong Chiến tranh Thế giới thứ hai. Nó là chiếc tàu chiến duy nhất của Hải quân Mỹ được đặt theo tên Trung tá Hải quân Howard R. Healy (1899–1942), sĩ quan chỉ huy kiểm soát hư hỏng tàu sân bay Lexington đã hy sinh trong Trận chiến biển Coral năm 1942. Nó đã hoạt động cho đến hết Thế Chiến II, ngừng hoạt động một thời gian ngắn rồi lại tiếp tục phục vụ cho đến khi xuất biên chế năm 1958 và bị tháo dỡ năm 1973. Nó được tặng thưởng tám Ngôi sao Chiến trận do thành tích phục vụ trong Thế Chiến II.

## Thiết kế và chế tạo
Healy được đặt lườn tại xưởng tàu của hãng Federal Shipbuilding and Drydock Company ở Kearny, New Jersey vào ngày 4 tháng 3 năm 1943. Nó được hạ thủy vào ngày 4 tháng 7 năm 1943; được đỡ đầu bởi bà Howard R. Healy, vợ góa Trung tá Healy; và nhập biên chế tại Xưởng hải quân New York vào ngày 3 tháng 9 năm 1943 dưới quyền chỉ huy của Trung tá Hải quân J. C. Atkeson.

## Lịch sử hoạt động

### Thế Chiến
Sau khi hoàn tất chạy thử máy tại vùng biển ngoài khơi Bermuda, Healy quay trở về New York vào ngày 31 tháng 10 năm 1943, rồi lên đường vào ngày 10 tháng 11 để tuần tra ven biển trong một tuần. Nó gặp gỡ một đoàn tàu vận tải ngoài khơi vào ngày 18 tháng 11 để hộ tống chúng đi đến Norfolk, Virginia, rồi lên đường hai ngày sau đó để đi sang Mặt trận Thái Bình Dương. Sau khi băng qua kênh đào Panama, nó đi đến San Francisco, California vào ngày 4 tháng 12, tiếp tục hướng sang Trân Châu Cảng, và sau khi đến nơi vào ngày 11 tháng 12 đã hoạt động huấn luyện tại vùng biển quần đảo Hawaii trong nhiều tuần lễ cùng tàu sân bay Yorktown (CV-10) và các tàu chiến khác, vốn sẽ hình thành nên Lực lượng Đặc nhiệm 58 dưới quyền Phó đô đốc Marc Mitscher.

#### 1944
Hoạt động tiếp theo của Healy là trong Chiến dịch Hailstone, cuộc không kích nhằm vô hiệu hóa căn cứ chủ yếu của Hải quân Đế quốc Nhật Bản tại Truk. Các tàu sân bay rời Majuro vào ngày 12 tháng 2, không kích xuống Truk trong các ngày 17 và 18 tháng 2, đánh chìm hay gây hư hại cho hầu hết tàu bè và phá hủy máy bay đối phương, loại trừ Truk khỏi mối đe dọa cho các chiến dịch tiếp theo của Đồng Minh. Lực lượng đặc nhiệm sau đó đi đến quần đảo Mariana, đánh trả nhiều cuộc không kích vào ngày 22 tháng 2, và ném bom xuống Saipan, Tinian và Guam.
Tuy nhiên, trước khi đổ bộ xuống quần đảo Mariana, Healy đã hộ tống cho Enterprise trong một loạt các cuộc không kích xuống khu vực Tây Thái Bình Dương. Sau khi ghé qua Espiritu Santo, lực lượng đã tấn công quần đảo Palau vào ngày 30 tháng 3, đánh trả các cuộc phản công của quân Nhật, rồi tiếp tục không kích xuống Yap và Ulithi vào ngày hôm sau. Máy bay của Enterprise đã tấn công Woleai vào ngày 1 tháng 4 trước khi quay trở lại Majuro năm ngày sau đó. Healy lại ra khơi hộ tống cho Enterprise vào ngày 14 tháng 4 cho các cuộc không kích xuống New Guinea nhằm hỗ trợ cho cuộc đổ bộ lên vịnh Tanahmerah, rồi một đợt không kích khác xuống Truk vào các ngày 29 và 30 tháng 4 để rồi quay trở lại Majuro vào ngày 4 tháng 5.
Sau một giai đoạn thực tập huấn luyện, Healy khởi hành từ 6 tháng 6 để tham gia cuộc đổ bộ lên quần đảo Mariana, một chiến dịch độc đáo do khoảng cách của mục tiêu lên đến 1.000 nmi (1.900 km) từ căn cứ gần nhất Eniwetok. Chiếc tàu khu trục lại đảm nhiệm hộ tống cho các tàu sân bay, không kích bắn phá chuẩn bị từ ngày 11 đến ngày 15 tháng 6, rồi trực tiếp hỗ trợ bảo vệ cho cuộc đổ bộ của binh lính Thủy quân Lục chiến dưới quyền Chuẩn đô đốc Richmond Kelly Turner lên Saipan vào ngày 15 tháng 6.
Hai ngày sau, Healy và các tàu chiến khác tách ra để gia nhập lực lượng đặc nhiệm tàu sân bay nhanh dưới quyền đô đốc Mitscher, trong khi phía Nhật Bản chuẩn bị tiếp cận Mariana cho một trận hải chiến quyết định. Hai hạm đội đối địch đã chạm trán vào ngày 19 tháng 6, trong một trận chiến giữa các tàu sân bay lớn nhất lịch sử: Trận chiến biển Philippine. Các tàu sân bay Nhật tung ra bốn đợt không kích nhắm vào lực lượng Hoa Kỳ, nhưng hầu hết máy bay tấn công đã bị máy bay tuần tra chiến đấu trên không và hỏa lực phòng không từ các tàu hộ tống bắn hạ. Được sự giúp đỡ của tàu ngầm, Mitscher thành công trong việc đánh chìm hai tàu sân bay hạm đội đối phương, và hầu như loại bỏ không lực trên tàu sân bay đối phương, trong khuôn khổ trận chiến mang tên lóng "Cuộc săn vịt trời Mariana vĩ đại". Healy sau đó đã giải cứu những phi công bị buộc phải hạ cánh trên biển trong ngày 21 tháng 6, trước khi đi đến Eniwetok vào ngày 9 tháng 7, khi việc chiếm đóng đã được đảm bảo và hạm đội đối phương phải rút lui.
Lại lên đường vào ngày 17 tháng 7, lực lượng đặc nhiệm tàu sân bay của Healy tiến hành không kích liên tục xuống Guam trước khi đi đến quần đảo Caroline, rồi tiến hành không kích xuống quần đảo Palau vào ngày 25 tháng 7. Tiếp tục hoạt động cùng Lực lượng Đặc nhiệm 58, nó hộ tống các tàu sân bay trong các cuộc không kích xuống quần đảo Bonin và quần đảo Volcano trong các ngày 4 và 5 tháng 8, trước khi quay trở lại Eniwetok vào ngày 11 tháng 8. Lại lên đường vào ngày 28 tháng 8, đội đặc nhiệm tấn công xuống Bonin, Palau và nhiều mục tiêu tại Philippines cho đến ngày 17 tháng 9. Healy được cho tách ra để gia nhập một nhằm hỗ trợ trực tiếp cho cuộc đổ bộ lên Peleliu.
Healy cùng đội đặc nhiệm tàu sân bay của nó quay trở về đảo Manus vào ngày 21 tháng 9, rồi đi đến Ulithi để tập trung lực lượng cho hoạt động tiếp theo tại Tây Thái Bình Dương. Lực lượng bao gồm 17 tàu sân bay và các tàu mặt nước hỗ trợ khác đã gặp gỡ ngoài khơi, và tung ra đợt không kích xuống Okinawa vào ngày 10 tháng 10. Sang ngày 12 tháng 10, chúng đi đến mục tiêu chính là Đài Loan, và trong ba ngày tiếp theo máy bay từ tàu sân bay đã phá hủy các căn cứ không quân Nhật Bản, ngăn cản chúng can thiệp vào chiến dịch đổ bộ tiếp theo lên Philippines. Phía Nhật Bản kháng cự liên tục bằng máy bay đặt căn cứ trên đất liền; và Healy đã bắn rơi một máy bay ném bom đối phương cũng như trợ giúp đánh trả nhiều đợt tấn công khác, khi các tàu tuần dương Canberra (CA-70) và Houston (CL-81) bị hư hại và phải rút lui.
Sau khi hoàn thành nhiệm vụ bảo vệ các con tàu bị hư hại rút lui, Healy tiếp nối hoạt động hộ tống trong các đợt không kích xuống các căn cứ đối phương tại Philippines vào ngày 19 tháng 10. Khi binh lính đổ bộ lên Leyte cho chiến dịch nhằm tái chiếm Philippines, Healy và đội tàu sân bay của nó đã trực tiếp hỗ trợ cho cuộc chiến đấu, tấn công các sân bay tại miền Nam Luzon.
Đến ngày 24 tháng 10, rõ ràng là cuộc đổ bộ lên Leyte đã khiến Hải quân Nhật Bản phản ứng bằng mọi lực lượng sẵn có nhằm ngăn chặn hạm đội Hoa Kỳ. Ba hạm đội đối phương đã di chuyển về hướng Philippines tham gia trận Hải chiến vịnh Leyte, với ý định lôi kéo các tàu sân bay dưới quyền Đô đốc William F. Halsey lên phía Bắc, rồi tấn công bằng hai mũi gọng kìm vào lực lượng đổ bộ Đồng Minh đang tập trung trong vịnh Leyte. Healy tham gia Đội đặc nhiệm 38.3 dưới quyền Chuẩn đô đốc Frederick C. Sherman ở gần Luzon vào ngày 24 tháng 10, vốn đã bị những máy bay Nhật Bản cất cánh từ đất liền tấn công. Máy bay thuộc đội đặc nhiệm đã tấn công những tàu chiến thuộc Lực lượng Trung tâm dưới quyền Phó đô đốc Takeo Kurita trong biển Sibuyan, đánh chìm thiết giáp hạm Musashi và gây hư hại cho những đơn vị hạng nặng khác.
Đang khi diễn ra các giai đoạn khác của cuộc đụng độ: Trận chiến eo biển Surigao và Trận chiến ngoài khơi Samar, Đô đốc Halsey tung lực lượng tàu sân bay hạm đội của mình lên phía Bắc để tấn công lực lượng tàu sân bay Nhật Bản dưới quyền Phó đô đốc Jisaburo Ozawa, mà thực chất chỉ là những tàu sân bay hầu như không còn máy bay làm nhiệm vụ mồi nhữ lực lượng chính Hoa Kỳ. Bắt gặp đối phương vào ngày 25 tháng 10, trong khuôn khổ Trận chiến mũi Engano, các tàu sân bay được Healy và các tàu nổi khác hộ tống đã tung ra cuộc không kích, đánh chìm bốn tàu sân bay đối phương, cùng gây hư hại cho một tàu khu trục mà sau đó cũng bị hải pháo đánh chìm. Thắng lợi trong trận chiến đã đảm bảo cho cuộc đổ bộ lên Leyte đồng thời hầu như vô hiệu hóa hạm đội Nhật Bản.
Healy quay trở về Ulithi để tiếp liệu vào ngày 30 tháng 10, rồi lên đường hai ngày sau đó cùng đội đặc nhiệm của nó cho những đợt không kích khác xuống Philippines. Đợt không kích ngày 5 tháng 11 đã đánh phá những sân bay tại Luzon, tàu bè trong vịnh Manila và đánh trả các cuộc không kích mà đối phương nhắm vào hạm đội. Các hoạt động này kéo dài cho đến ngày 2 tháng 12, khi Healy bắn rơi nhiều máy bay đối phương tấn công để bảo vệ các tàu sân bay. Sau một lượt nghỉ ngơi ngắn tại Ulithi, nó cùng đội đặc nhiệm quay trở lại Luzon tiếp tục đánh phá các sân bay từ ngày 14 đến ngày 16 tháng 12. Nó vượt qua được cơn bão Cobra dữ dội vốn đã làm đắm các tàu khu trục Hull (DD-350), Monaghan (DD-354) và Spence (DD-512), trợ giúp vào việc tìm kiếm những người sống sót từ các con tàu bị đắm, rồi cùng đội tàu sân bay quay trở về Ulithi vào ngày 24 tháng 12.

#### 1945
Lên đường vào ngày 30 tháng 12, Healy cùng đội đặc nhiệm của nó quay trở lại Philippines. Họ tấn công Đài Loan và Luzon cho đến ngày 8 tháng 1, 1945, rồi tiến vào Biển Đông nhằm biểu dương khả năng di chuyển của không lực trên tàu sân bay. Sau khi ném bom Đài Loan, vịnh Cam Ranh, Sài Gòn, Hong Kong và đảo Hải Nam, đánh chìm hơn 130.000 tấn tải trọng tàu bè và phá hủy nhiều máy bay, lực lượng rời Biển Đông vào ngày 21 tháng 1.
Sau một chặng dừng tại Ulithi, lực lượng tàu sân bay hướng đến Iwo Jima. Cùng với Healy và các tàu khu trục khác trong thành phần hộ tống, các tàu sân bay đã tung không lực ra hỗ trợ gần mặt đất cho việc chiếm đóng hòn đảo này từ ngày 19 tháng 2, tiếp tục trong ba ngày trước khi lên đường không kích các căn cứ không quân đối phương tại Chính quốc Nhật Bản. Được tách khỏi đội đặc nhiệm tàu sân bay, Healy được phối thuộc cùng các thiết giáp hạm cho nhiệm vụ bắn phá Iwo Jima, và tiếp tục ở lại ngoài khơi hòn đảo này trong vai trò hộ tống từ ngày 4 đến ngày 27 tháng 3. Sau đó nó cùng Thuban (AKA-19) lên đường đi Trân Châu Cảng ngang qua Saipan và Eniwetok, đến nơi vào ngày 4 tháng 4, từ đây chiếc tàu khu trục độc lập hướng đến vịnh San Francisco, đến nơi vào ngày 23 tháng 4.
Sau khi được sửa chữa và huấn luyện bổ sung, Healy lên đường đi sang vùng chiến sự vào ngày 20 tháng 6, cùng thiết giáp hạm New Jersey (BB-62) và các tàu chiến khác rời khu vực Hawaii vào ngày 2 tháng 8 để đi sang khu vực Tây Thái Bình Dương. Nó đi đến guam vào ngày 11 tháng 8, và đang trên đường đi Iwo Jima khi nhận được tin tức chiến tranh đã kết thúc do Nhật Bản đã chấp nhận đầu hàng. Nó cùng thiết giáp hạm Missouri (BB-63) đi đến Nhật Bản chuẩn bị cho việc ký kết đầu hàng chính thức, và chiếc tàu khu trục đã hoạt động như tàu kiểm soát cảng tại vịnh Tokyo cho đến sau lễ ký kết văn kiện đầu hàng. Nó lên đường vào ngày 5 tháng 9 cùng hành khách để quay trở về Hoa Kỳ, về đến San Diego, California. Nó lại khởi hành vào ngày 21 tháng 12, vượt kênh đào Panama để đi sang vùng bờ Đông, đi đến New York vào ngày 17 tháng 1, 1946. Sau đó nó đi đến Charleston, South Carolina và xuất biên chế tại đây vào ngày 11 tháng 7, 1946.

### 1951-1958
Healy ở lại trong thành phần dự bị cho đến khi được nhập biên chế trở lại tại Charleston vào ngày 3 tháng 8, 1951. Sau khi huấn luyện chạy thử máy tại vịnh Guantánamo Cuba, nó tham gia huấn luyện chống tàu ngầm, phòng không và hộ tống, đồng thời viếng thăm nhiều cảng tại khu vực biển Caribe và hộ tống tàu bè đi kênh đào Panama, cho đến ngày 29 tháng 6, 1953.
Healy lên đường vào ngày 29 tháng 6, vượt kênh đào Panama và ghé qua San Diego cùng Trân Châu Cảng trên đường đi sang Viễn Đông. Nó tham gia các hoạt động cùng Đệ Thất hạm đội, tuần tra tại eo biển Đài Loan cũng như ngoài khơi bán đảo Triều Tiên từ ngày 3 tháng 8 đến ngày 3 tháng 12. Chiếc tàu khu trục lại lên đường, viếng thăm Hong Kong, Ceylon, Ai Cập và Ý cùng các nước khác trước khi quay trở về Norfolk vào ngày 6 tháng 2, 1954, hoàn tất một chuyến đi vòng quanh thế giới. Trong thời gian còn lại của năm 1954, nó thực hiện một chuyến đi thực tập cho học viên sĩ quan sang Bắc Âu cùng các hoạt động tại chỗ ngoài khơi Virginia.
Healy tham gia cùng Đệ Lục hạm đội trong năm 1955, lên đường đi Địa Trung Hải vào ngày 5 tháng 11, cùng đơn vị này bảo vệ những quyền lợi của khối đồng minh tại khu vực này cho đến ngày 26 tháng 2, 1956, khi nó quay trở về Norfolk. Chiếc tàu khu trục lại thực hiện một chuyến đi thực tập khác sang Bắc Âu cho học viên sĩ quan, rồi quay trở về Annapolis, Maryland vào ngày 31 tháng 7, tiếp tục hoạt động tại chỗ và đảm nhiệm tàu huấn luyện cho Trường chiến tranh mìn hải quân tại Yorktown, Virginia trước khi quay về Norfolk vào ngày 19 tháng 3, 1957. Chuyển đến Xưởng hải quân Philadelphia, con tàu một lần nữa được cho xuất biên chế vào ngày 11 tháng 3, 1958.
Tên của Healy được cho rút khỏi danh sách Đăng bạ Hải quân vào ngày 1 tháng 12, 1974. Nó bị bán để tháo dỡ vào ngày 12 tháng 4, 1976.

## Phần thưởng
Healy được tặng thưởng tám Ngôi sao Chiến trận do thành tích phục vụ trong Thế Chiến II.